# Image17
『image17 dix-sept』（イマージュ17 ・ディセットゥ）は、2017年3月8日にソニー・ミュージックジャパン インターナショナル（ソニー・クラシカル）から発売されたニューエイジ・ミュージックのコンピレーション・アルバム『image』シリーズの第17弾。規格品番：SICC-30422。

## 収録曲
1. 羽毛田丈史「植物図鑑～Main Theme～」
  - 作曲・編曲：羽毛田丈史
2. 五嶋みどり「跳ね虎（NHK大河ドラマ「おんな城主　直虎」大河ドラマ紀行）」
  - 作曲：菅野よう子
3. LE VELVETS「Volare with Chico & The Gypsies」
  - 作詞・作曲：ドメニコ・モドゥーニョ/Franco Migliacci
  - 編曲：チコ&ザ・ジプシーズ
4. 春畑道哉「Ripple」
  - 作曲：春畑道哉　編曲：旭純・春畑道哉
5. ピアノ・ガイズ「インディ・ジョーンズとアラビアン・ナイト」
  - 作曲：ジョン・ウィリアムズ/ニコライ・リムスキー＝コルサコフ
  - 編曲：アル・ファン・デル・ビーク
6. ラン・ラン「ムーン・リバー featuring 平原綾香」
  - 作詞：ジョニー・マーサー　日本語詞：吉田旺
  - 作曲：ヘンリー・マンシーニ　編曲：ヴィンス・メンドーザ
7. 阪田知樹「バラード第1番～公生、ピアノコンクール本選での演奏～」
  - 作曲：フレデリック・ショパン
8. 宮本笑里「ニュー・シネマ・パラダイス 愛のテーマ（映画「ニュー・シネマ・パラダイス」より）」
  - 作曲：アンドレア・モリコーネ　編曲：羽毛田丈史
9. 石丸幹二「愛せぬならば（ミュージカル「美女と野獣」より）」
  - 作詞：ティム・ライス　日本語詞：浅利慶太　
  - 作曲：アラン・メンケン 編曲：佐藤泰将
10. 三浦文彰「真田丸 メインテーマ」
  - 作曲：服部隆之
11. 沖仁「レスペート・イ・オルグージョ～誇りと敬意～（ファルーカ）（2015－2016シーズン小塚崇彦SPプログラム曲）」
  - 作曲：沖仁
12. 羽毛田丈史「NHKスペシャル 巨龍中国テーマ」
  - 作曲：羽毛田丈史
13. 小松亮太「ラストタンゴ・イン・パリ（映画「ラストタンゴ・イン・パリ」より）」
  - 作曲：ガトー・バルビエリ　編曲：小松亮太
14. ゴンチチ「Floating Bell（DVD「加茂水族館のくらげたち」より）」
  - 作曲・編曲：ゴンチチ
15. 松下奈緒「Impressive」
  - 作曲：松下奈緒　編曲：井上鑑
16. TOKU「Time Is Blue featuring シシド・カフカ」
  - 作詞：TOKU/シシド・カフカ/SHANTI
  - 作曲：TOKU　編曲：TOKU・宮本貴奈
17. 林ゆうき「青空エール_Title」
  - 作曲：林ゆうき
18. NAOTO「想」
  - 作曲：NAOTO　編曲：NAOTO・松本圭司